# 山名澄之
山名 澄之（やまな すみゆき）は、戦国時代の伯耆守護。

## 経歴
山名之弘を父とする澄之は守護家の傍流に生まれた。父の之弘などから反守護闘争を継承した澄之は尼子経久の支援を受け、現職守護の山名尚之（澄之の従兄弟にあたる）と争った。この争いに勝利し、尚之とその支持勢力を没落させた澄之は永正3年（1506年）12月以前に守護の座を手に入れた。この頃に将軍足利義澄から偏諱を受けて、澄之（澄幸とも）と名乗ったものと思われる。
しかし、その実態は守護代として尼子晴久を送られるなど守護職は名ばかりのもので、尼子氏の傀儡と同じであった。その間に、尼子氏は日野郡を直轄領化し、在地領主連合の日野衆の懐柔を行った。このほか、没落した尚之の被官であった国人達を国外へ追放するなど着々と伯耆国にその基盤を形成していた。守護家を統制下に置かれ、自らの思うように行動することのできない状況に澄之は徐々に不満を募らせていった。
晩年の澄之は尼子氏と決別し、南条氏ら東伯耆国人衆と美作国衆との間でつくられた反尼子勢力を支援していた。（『東寺百合文書』ほか）しかし、澄之は天文2年の4月28日を最後に消息が途絶え、子息の豊興が登場する同年9月15日までの間に道半ばにして死去したとみられている。
なお、澄之の死後、自身の支援した反尼子勢力は解体され、伯耆一円は完全に尼子氏の管掌する所となった。それにより伯耆山名家はよりいっそう尼子氏への従属を余儀なくされ、一族の衰退に拍車をかけることになった。